# Nachal Šafan
Nachal Šafan (hebrejsky נחל שפן) je vádí na Západním břehu Jordánu a v jižním Izraeli, na severovýchodním okraji Negevské pouště, respektive v Judské poušti.
Začíná na Západním břehu Jordánu v nadmořské výšce okolo 600 metrů v hornaté pouštní krajině zhruba 5 kilometrů jihovýchodně od izraelské osady Ma'on, severně od města Arad. Vede pak východním směrem přibližně podél hranice mezi Západním břehem Jordánu a vlastním Izraelem, přičemž se postupně zařezává do okolního terénu. Na jihu je údolí vádí ohraničeno mohutnými srázy vrchů Ketef Checron a Har Checron. Je zde turisticky využíváno. Tok vádí se stáčí k jihovýchodu a vstupuje plně na území Izraele v jeho mezinárodně uznávaných hranicích. Po levé straně údolí vymezuje masiv hory Har Harduf. Od západu sem zprava ústí vádí Nachal Arnav. Směr vádí se mění na jižní a kaňon se dále zahlubuje. Východně odtud stojí hora Har Namer, na západní straně údolí je to Har Badar, od které sem směřuje vádí Nachal Adaša s přítokem Nachal Badar. V posledním úseku vede Nachal Šafan hlubokým kaňonem, v němž ústí zleva do vádí Nachal Ce'elim, které jeho vody odvádí do Mrtvého moře.